# Road Fighters
Road Fighters es videojuego de carreras para arcade publicado por Konami en septiembre de 2010 en Japón. Es una secuela del Road Fighter original y ofrece visión estereoscópica por medio de unas gafas montadas en la recreativa. Las pistas se ambientan en ubicaciones del mundo real y están todas basadas en pistas de carreras de títulos anteriores de Konami, incluyendo Enthusia Professional Racing y la serie GTI Club. El juego incluye numerosos vehículos con licencia, que se pueden guardar y cargar con una tarjeta E-Amusement que carga y guarda los datos de tuning y personalización de tus coches. Este juego es la respuesta de Konami a Initial D Arcade Stage 4 de Sega y Wangan Midnight Maximum Tune de Namco en cuanto a arcades que se sirven de tarjetas, o Chase H.Q. 2 de Taito, en lo referente a reboots.
Reglas Básicas: Se parece a muchos juegos de conducción arcade, con acelerador, freno, dirección y transmisión, pero a diferencia de otros, este tiene un botón para activar la vista 3D. Además los autos poseen una barra de daño que va subiendo con cada choque con los oponentes, los NPC (Representados como automóviles rosados) o el entorno. Al alcanzar el tope, el auto colisionará y perderás un par de segundos de carrera.
Modos de Juego:
- Road Fighter Challenge: Te enfrentarás a un par de oponentes en determinadas "misiones" las cuales te entregarán partes para el motor, la dirección y el aspecto visual. Sirve para subir la calidad de tus vehículos.
- Carreras En línea Nacionales: Multiplayer en línea contra un solo jugador. Los perdedores pueden tener revancha si así lo desean. Los ganadores obtienen puntos de juego (Game Points) que se acumulan para darte un título y un lugar en el ranking. Cuando alcanzas altas posiciones en el ranking ganas títulos mayores, y si vences a un conductor con un determinado título también puedes quedarte con su título. Si un jugador pierde todas sus medallas, es degradado a un título menor.
- Versus: Multiplayer local de 2 a 4 jugadores. Los jugadores pueden usar sus propios automóviles guardados en el servidor e-Amusement.
- Eventos Especiales: Eventos de tiempo limitado, a través de Internet. Los competidores necesitan coches y estar en áreas específicas para poder participar.
- Prueba de Tiempo: Pruebas de tiempo para un solo jugador. Compatibilidad con tablas comparativas a nivel nacional.

Música
El tema de apertura se llama "Take Me Higher" y fue compuesto junto con la música del sistema, menús y efectos de sonido por Sota Fujimori y está disponible como canción jugable en beatmania IIDX 18 Resort Anthem. Así mismo, como una forma de promover Dance Dance Revolution y beatmania IIDX, el juego posee temas de LED-G, DJ Yoshitaka, kors k, DJ TAKA, Naoki, Ryu y muchos otros músicos de la serie.